# Strefa euro
Strefa euro, potocznie euroland (ang. euro area, EA; potocznie: eurozone, EZ) – grupa państw, których wspólną walutą jest euro. Do strefy euro należy 20 państw członkowskich Unii Europejskiej.

Państwa strefy euro
Państwa spoza Unii Europejskiej używające euro
Państwa Unii Europejskiej, które nie przystąpiły do strefy euro

     Państwa strefy euro
     Państwa spoza Unii Europejskiej używające euro
     Państwa Unii Europejskiej, które nie przystąpiły do strefy euro

## Państwa strefy euro

waluta Euro w Europie
20 państw strefy euro
(Austria, Belgia, Cypr, Estonia, Finlandia, Francja, Grecja, Hiszpania, Holandia, Irlandia, Litwa, Luksemburg, Łotwa, Malta, Niemcy, Portugalia, Słowacja, Słowenia, Włochy i Chorwacja)
1 państwo UE w systemie ERM II, bez klauzuli wyłączającej z przystąpienia do strefy euro
(Bułgaria)
1 państwo UE w systemie ERM II, z klauzulą wyłączającą obowiązek przystąpienia do strefy euro (Dania)
5 państw UE niebędących w systemie ERM II, ale zobowiązanych do przystąpienia do strefy euro
(Czechy,
Polska, Rumunia, Szwecja i Węgry)
4 państwa niebędące w UE stowarzyszone ze strefą euro
(Andora, Monako, San Marino i Watykan)
2 państwa niebędące w UE które przyjęły jednostronnie walutę euro (Czarnogóra i Kosowo)

20 państw strefy euro
(Austria, Belgia, Cypr, Estonia, Finlandia, Francja, Grecja, Hiszpania, Holandia, Irlandia, Litwa, Luksemburg, Łotwa, Malta, Niemcy, Portugalia, Słowacja, Słowenia, Włochy i Chorwacja)
      1 państwo UE w systemie ERM II, bez klauzuli wyłączającej z przystąpienia do strefy euro
(Bułgaria)
      1 państwo UE w systemie ERM II, z klauzulą wyłączającą obowiązek przystąpienia do strefy euro (Dania)
      5 państw UE niebędących w systemie ERM II, ale zobowiązanych do przystąpienia do strefy euro
(Czechy,
 Polska, Rumunia, Szwecja i Węgry)
      4 państwa niebędące w UE stowarzyszone ze strefą euro
(Andora, Monako, San Marino i Watykan)
      2 państwa niebędące w UE które przyjęły jednostronnie walutę euro (Czarnogóra i Kosowo)

### Członkowie założyciele strefy euro
Waluta ta została 1 stycznia 1999 roku wprowadzona w formie transakcji bezgotówkowych, a 1 stycznia 2002 roku w formie gotówkowej w następujących państwach członkowskich UE mających podane waluty:
| Państwo    | Waluta                                     | Wartość w stosunku do euro |
| ---------- | ------------------------------------------ | -------------------------- |
| Austria    | 1 szyling austriacki = 100 groszy (ATS)    | 1 € = 13,7603 szylinga     |
| Belgia     | 1 frank belgijski = 100 centymów (BEF)     | 1 € = 40,3399 franków      |
| Finlandia  | 1 marka fińska = 100 penni (FIM)           | 1 € = 5,94573 marki        |
| Francja    | 1 frank francuski = 100 centymów (FRF)     | 1 € = 6,55957 franków      |
| Grecja     | 1 drachma grecka = 100 leptów (GRD)        | 1 € = 340,75 drachmy       |
| Hiszpania  | 1 peseta hiszpańska = 100 centimos (ESP)   | 1 € = 166,386 pesety       |
| Holandia   | 1 gulden holenderski = 100 centów (NLG)    | 1 € = 2,20371 guldena      |
| Irlandia   | 1 funt irlandzki = 100 pensów (IEP)        | 1 € = 0,787564 funta       |
| Luksemburg | 1 frank luksemburski = 100 centymów (LUF)  | 1 € = 40,3399 franków      |
| Niemcy     | 1 marka niemiecka = 100 fenigów (DEM)      | 1 € = 1,95583 marki        |
| Portugalia | 1 escudo portugalskie = 100 centavos (PTE) | 1 € = 200,482 escudo       |
| Włochy     | 1 lir włoski = 100 centesimów (ITL)        | 1 € = 1936,27 lira         |

### Późniejsi członkowie strefy euro
| Państwo   | Waluta                                | Wartość w stosunku do euro             |
| --------- | ------------------------------------- | -------------------------------------- |
| Słowenia  | 1 tolar = 100 stotinów (SIT)          | (1 stycznia 2007) 1 € = 239,64 tolarów |
| Cypr      | 1 funt cypryjski = 100 centów (CYP)   | (1 stycznia 2008) 1 € = 0,585274 funta |
| Malta     | 1 lira maltańska = 100 centów (MTL)   | (1 stycznia 2008) 1 € = 0,4293 liry    |
| Słowacja  | 1 korona słowacka = 100 halerzy (SKK) | (1 stycznia 2009) 1 € = 30,126 koron   |
| Estonia   | 1 korona estońska = 100 sentów (EEK)  | (1 stycznia 2011) 1 € = 15,6466 koron  |
| Łotwa     | 1 łat = 100 santimów (LVL)            | (1 stycznia 2014) 1 € = 0,702804 łatów |
| Litwa     | 1 lit = 100 centów (LTL)              | (1 stycznia 2015) 1 € = 3,4528 litów   |
| Chorwacja | 1 kuna = 100 lip (HRK)                | (1 stycznia 2023) 1 € = 7,53678 kun    |

### Członkowie na mocy podpisanych umów
| Państwo    | Waluta                                                                              | Wartość w stosunku do euro                     | |
| ---------- | ----------------------------------------------------------------------------------- | ---------------------------------------------- | --- |
| Monako     | 1 frank monakijski = 100 centymów (MCF)                                             | 1 € = 6,55957 franków                          | 1 stycznia 1999 r. wprowadzono euro w formie bezgotówkowej, a 1 stycznia 2002 r. w formie gotówkowej w 3 państwach, które nie są członkami UE: |
| San Marino | 1 lir sanmaryński = 100 centesimów (SML)                                            | 1 € = 1936,27 lira                             | 1 stycznia 1999 r. wprowadzono euro w formie bezgotówkowej, a 1 stycznia 2002 r. w formie gotówkowej w 3 państwach, które nie są członkami UE: |
| Watykan    | 1 lir watykański = 100 centesimów (VAL)                                             | 1 € = 1936,27 lira                             | 1 stycznia 1999 r. wprowadzono euro w formie bezgotówkowej, a 1 stycznia 2002 r. w formie gotówkowej w 3 państwach, które nie są członkami UE: |
| Andora     | - 1 peseta hiszpańska = 100 centimos (ESP) - 1 frank francuski = 100 centymów (FRF) | - 1 € = 166,386 pesety - 1 € = 6,55957 franków | Andora podpisała układ monetarny z Unią Europejską dopiero 30 czerwca 2011 roku (powodem tych opóźnień było stosowanie „nieuczciwej” konkurencji podatkowej – Andora jest tzw. rajem podatkowym), zaczął on obowiązywać 1 kwietnia 2012 roku, a od 1 lipca 2013 roku Andora mogła emitować własne monety. Jednak pierwsze andorskie monety euro wprowadzono do obiegu dopiero w styczniu 2015. |

### Jednostronnaeuroizacja
| Państwo/terytorium | Waluta                                | Wartość w stosunku do euro |                                                       |
| ------------------ | ------------------------------------- | -------------------------- | ----------------------------------------------------- |
| Czarnogóra         | 1 marka niemiecka = 100 fenigów (DEM) | 1 € = 1,95583 marki        |                                                       |
| Kosowo             | 1 marka niemiecka = 100 fenigów (DEM) | 1 € = 1,95583 marki        | Państwo częściowo uznawane na arenie międzynarodowej. |

## Państwa Unii Europejskiej poza strefą euro

### Państwa w mechanizmie ERM II
| Państwo  | Waluta                               | Planowany termin wstąpienia do strefy euro                              |
| -------- | ------------------------------------ | ----------------------------------------------------------------------- |
| Bułgaria | 1 lew bułgarski = 100 stotinek (BGN) | 1 stycznia 2026                                                         |
| Dania    | 1 korona duńska = 100 øre (DKK)      | państwo z klauzulą wyłączającą konieczność przystąpienia do strefy euro |

### Państwa zobowiązane do przyjęcia wspólnej waluty
- Bułgaria: 1 lew = 100 stotinek (BGN)
- Czechy: 1 korona czeska = 100 halerzy (CZK)
- Polska: 1 złoty = 100 groszy (PLN)
- Rumunia: 1 lej = 100 banów (RON)
- Szwecja: 1 korona szwedzka = 100 öre (SEK) – obowiązują ją przepisy Traktatu z Maastricht w sprawie wspólnej waluty, ale 4 grudnia 1997 parlament przyjął deklarację w sprawie nieuczestniczenia Szwecji w obszarze euro od 1 stycznia 1999. Szwecja nie weszła do ERM II, a w referendum konsultacyjnym z 14 września 2003 większość Szwedów zagłosowała przeciwko wprowadzeniu euro.
- Węgry: 1 forint = 100 fillerów (HUF)

## Gospodarka strefy euro

### Kryzys zadłużenia
Podczas kryzysu w 2008 r. w strefie euro odnotowano spadek PKB, w trzecim kwartale 2008 o 0,2%, a w czwartym kwartale o 1,3% (rok do roku). W całym 2008 wzrost gospodarczy strefy euro wyniósł tylko 0,8%. Spadki PKB w dwóch kolejnych kwartałach oznaczały wejście „eurolandu” w najgorszą od początków swojego istnienia recesję.
Sprzedaż detaliczna w grudniu 2008 spadła o 2,4%, a w styczniu 2009 o 2,2% (rok do roku). W pierwszym kwartale 2009 PKB strefy euro zmniejszył się o 2,5%. W drugim kwartale 2009 PKB strefy euro spadł o kolejne 0,1%.
W 2010 dwa państwa strefy euro otrzymały pomoc finansową – Grecja 110 mld euro w maju oraz Irlandia 85 mld w listopadzie. W związku z kryzysem w Grecji i Irlandii oraz obawami co do sytuacji w Hiszpanii i Portugalii pojawił się termin PIIGS określający grupę państw mających kłopoty finansowe.
W 2011 r. dług publiczny 17 państw strefy wyniósł 87,2% PKB.
Kryzysowi w strefie euro ma zapobiegać pakt fiskalny. W ocenie instytutu European Reform nie wnosi on jednak nic nowego w porównaniu do wcześniejszych „miękkich” sankcji z Paktu Stabilności i Wzrostu.